# Поли Генова
Поли Пламенова Генова (Софија, Бугарска, 10. фебруар 1987) је бугарска певачица, текстописац, глумица и телевизијска водитељка. Генова је каријеру започела 1995. године, са осам година, као чланица бугарског дечијег ансамбла Бон-Бон.
Поред наступања, Генова се такође појавила као тренер или ментор на Гласу Бугарске и Икс Фактор Бугарска, дала је глас бугарској верзији Џуди Хопс у филму Зоотрополис - град животиња и била је домаћин Дечјег такмичења за песму Евровизије 2015. године у Софији.

## Живот и каријера
Генова је рођена 10. фебруара 1987. године у Софији. Након што је започела своју музичку каријеру 1991. године, Генова је 1995. године постала прва чланица бугарског дечијег ансамбла Бон-Бон. Као члан групе, Генова је водила и истоимену дечију емисију. Са Бон-Боном је наступала са бугарским певачима као што су Георги Христов, Јорданка Христова и Нели Рангелова. За дует са Рангеловом награђена је специјалном наградом Бугарске националне телевизије на фестивалу Златни Орфеј. Касније је напустила Бон-Бон 2001. године.
Генова је дипломирала на Националној музичкој школи Љубомир Пипков, где је студирала кларинет, а касније је похађала Националну академију за позоришну и филмску уметност Крастјо Сарафов.
Ђенова је била један од финалиста бугарског националног избора за Песму Евровизије 2009. године са песмом „One Lifetime Is Not Enough“. Песма је заузела друго место.

Касније се вратила у бугарску националну селекцију 2011. године са песмом „На инат“. Победила је на такмичењу и стекла право да представља Бугарску на Песми Евровизије 2011. године. Песма се није квалификовала за финале, завршила је на 12. месту у другом полуфиналу.
Дана 21. октобра 2015, објављено је да ће Генова бити домаћин дечијег такмичења за песму Евровизије 2015 у Софији.
Касније, 19. фебруара 2016. године, Бугарска национална телевизија ју је интерно одабрала да поново представља Бугарску на Песми Евровизије, са песмом „If Love Was a Crime“. Песми је допринео Теодосиј Спасов, бугарски џез музичар који свира кавал, поред композитора Себастијана Армана, Бориса Миланова и Јоацима „Твин“ Персона. Песма је извођена уживо током пред-евровизијских журки у Риги, Амстердаму,Тел Авиву и Лондону. Генова је постала прва бугарска учесница која се квалификовала за финале после Елице и Стојана на такмичењу за Песму Евровизије 2007. године, а касније је заузела четврто место у финалу, што је у то време био највише место Бугарске икада.
После Евровизије, Генова је наступила пред 12.000 људи у Арени Армец, једној од најпознатијих дворана у Бугарској. Наводи се да планира трећи одлазак на Евровизију.

## Лични живот
Удата је и има двоје деце.

## Дискографија

### Албуми
- 1, 2, 3 (2013)
- Твоя (2020)